# 菲利普·克罗内
菲利普·克罗内（德語：Philipp Crone，1977年3月16日—），德国男子曲棍球运动员。他曾代表德国参加2000年和2004年夏季奥林匹克运动会曲棍球比赛，其中2004年奥运会获得一枚铜牌。